# Joseph Bonaparte
Joseph Bonaparte (španjolski José I., puno ime Joseph Napoleon Bonaparte) (Corte, Korzika, 7. siječnja 1768. – Firenca, Toskana, 28. srpnja 1844.), kralj Napulja i kralj Španjolske. Stariji je brat francuskog cara Napoleona Bonapartea, koji ga je i postavio za kralja Napulja (1806.–1808.) te španjolskog kralja (1808.–1813.). 
Rodio se u Corteu na Korzici kao Giuseppe Nabulion Buonaparte, sin Carla Buonapartea i Letizie Ramolino. Kao pravnik, političar, i kao diplomat, služio je u Vijeću petstotina te kao francuski veleposlanik u Rimu. Oženio se s Julie Clary 1. kolovoza 1794. godine u Cuges-les-Pins, Francuska. Par je imao dvoje djece, Zénaïde i Charlotte.
Godine 1797. Direktorij ga je postavio za ministra na dvoru u Parmi, a potom u Rimu. Umro je 28. srpnja 1844. godine. Po povratku u Pariz, postao je član Vijeća petstotina. Kada je Napoleon imenovan doživotnim konzulom, došlo je do svađa među braćom, jer je Joseph smatrao kako bi on, kao najstariji brat, trebao biti imenovan nasljednikom, jer tada Napoleon nije još imao sina. Sukob se zaoštrio nakon što se Napoleon proglasio carem 1804. godine.
Godine 1806. Joseph je prekinuo vlast Burbonaca nad Napuljskim Kraljevstvom i dao se proglasiti napuljskim kraljem, uz podršku svog brata Napoleona. S vremenom je Napoleon postao nezadovoljan Josephovom vladavinom u Napulju pa ga je 1808. godine imenovao španjolskim kraljem. Joseph je vladao Španjolskom do 1813. godine, kada je napušta nakon poraza kod Vitorije. Godine 1814. bio je imenovan zapovjednikom obrane Pariza, da bi poslije bitke kod Waterlooa izbjegao u Ameriku. Godine 1841. preselio se u Italiju i umiru u Firenci tri godine kasnije.

## Vanjske poveznice
- Joseph Bonaparte - Britannica Online (engl.)